# Паньякко
Паньякко (итал. Pagnacco, вен. Pagnaco, фриульск. Pagnà) — коммуна в Италии, располагается в регионе Фриули-Венеция-Джулия, в провинции Удине.
Население составляет 4916 человек (2008 г.), плотность населения составляет 328 чел./км². Занимает площадь 15 км². Почтовый индекс — 33010. Телефонный код — 0432.
Покровителем коммуны почитается святой Георгий, празднование 23 апреля.

## Демография
Динамика населения:

## Администрация коммуны
- Официальный сайт: http://www.comune.pagnacco.ud.it/